# カティニャーノ
カティニャーノ（イタリア語: Catignano）は、イタリア共和国アブルッツォ州ペスカーラ県にある、人口約1,300人の基礎自治体（コムーネ）。

## 地理

### 位置・広がり

#### 隣接コムーネ
隣接するコムーネは以下の通り。
- チヴィタクアーナ
- クーニョリ
- ロレート・アプルティーノ
- ノッチャーノ
- ピアネッラ

## 行政

### 分離集落
カティニャーノには、以下の分離集落（フラツィオーネ）がある。
- Contrada Sterpara, Contrada De Contra, Contrada Micarone, Contrada Varano,contrada Grotte Cappuccini